# Aeropuerto Contador
El aeropuerto Contador (IATA: PTX, OACI: SKPI) está situado en Pitalito, Huila, Colombia y es el segundo aeropuerto más importante del departamento del Huila después del Aeropuerto Benito Salas de la ciudad de Neiva. Tiene una pista de una longitud aproximada de 1.500 m. Se encuentra a 6 km de distancia de la zona urbana de Pitalito, además de ubicarse a tan solo 30 minutos del Parque Arqueológico de San Agustín, considerado Patrimonio de la humanidad por la UNESCO.
Fue fundado en 1974 durante el Gobierno de Misael Pastrana Borrero, en este aeropuerto han realizado operaciones aéreas empresas como: Sadelca, LATAM Colombia, Satena y Latina de Aviación, pero situaciones como la falta de demanda de pasajeros y la poca información impidió el mantenimiento de los vuelos. 
En el 2011, con otro panorama económico en el campo comercial, cafetero y turístico, se decide realizar la reactivación de vuelos chárter a esta zona del país por parte de la empresa TAC. Para el 2014 se inicia operaciones por parte de la empresa SATENA con rutas Pitalito - Bogotá y en 2017 Pitalito - Cali. 
Durante la pandemia se suspendieron los vuelos, ya que en la ruta Bogotá - Pitalito se contaba con un vuelo al día. Apenas hacia septiembre de 2021 se reiniciaron poco a poco los vuelos logrando hasta el momento 4 vuelos semanales. 
Con la necesidad de contar con más frecuencias y rutas aéreas se iniciaron conversaciones con la empresa EasyFly, quien finalmente decidió solicitar permisos ante la Aeronáutica Civil, confirmando las rutas aéreas desde la ciudad de Medellín. La fecha de inicio de operaciones se dio desde el 14 de junio de 2022 con 2 frecuencias semanales los días sábados y martes, y a la espera de confirmar frecuencias y fecha de inicio de su ruta Bogotá - Pitalito, por parte de la misma aerolínea. 
En la actualidad, se cuenta por parte de la aerolínea Satena un vuelo diario desde Bogotá y, 2 vuelos semanales a la ciudad de Cali. Por parte de la aerolínea EasyFly se cuenta con dos vuelos semanales a la ciudad de Medellín. 

## Destinos

### Destinos nacionales
- Satena
  - Bogotá / Terminal Puente Aéreo[1]

### Próximos destinos
- EasyFly
  - Bogotá / Terminal Puente Aéreo

### Aerolíneas que cesaron operación
- Satena
  - Cali / Aeropuerto Internacional Alfonso Bonilla Aragón

- EasyFly
  - Medellín / Aeropuerto Olaya Herrera

- LATAM Colombia
  - Bogotá / Aeropuerto Internacional El Dorado

## Estadísticas
| Año  | Pasajeros totales | % cambio | Carga (tn) | % cambio |
| 2004 | 258               |          | 5          |          |
| 2005 | 258               | 0,0      | 6          | 20,0     |
| 2006 | 112               | 56,6     | 2          | 66,7     |
| 2007 | 295               | 163,4    | 19         | 850,0    |
| 2008 | 84                | 71,5     | 6          | 68,4     |
| 2009 | 21                | 75,0     | 0          | 100,0    |
| 2010 | 231               | 1000,0   | 6          | 600,0    |
| 2011 | 534               | 131,2    | 16         | 128,6    |
| 2012 | 479               | 10,3     | 18         | 12,5     |
| 2013 | 2 037             | 325,3    | 44         | 144,4    |
| 2014 | 4 133             | 102,9    |            |          |
| 2015 | 10470             | 253,3    | 13         |          |
| 2016 | 11048             | 5,52     | 16         | 128,6    |
| 2017 | 15528             | 40,55,2  | 16         | 128,6    |
| 2018 | 25792             | 66,10    | 16         | 128,6    |
| 2019 | 32821             | 78,58    | 16         | 128,6    |
| ---- | ----------------- | -------- | ---------- | -------- |